# Рухадзе, Варлам Алексеевич
Варлам Алексеевич Рухадзе (груз. ვარლამ ალექსის ძე რუხაძე, 5 ноября 1874 — 23 октября 1935) — грузинский поэт и беллетрист.

## Биография
Родился в бедной семье. Самоучка. Увлекался фольклором и народными поэтами.
Выступил как поэт, первое стихотворение было напечатано в 1899 году в журнале «Моамбе» (Вестник). В 1902 году вышел сборник «Стихи и рассказы», изъятый цензурой.
Принимал активное участие в революционном движении в Батуми и Тифлисе. Тяжело переживал поражение революции 1905 году и наступление реакции, что нашло отражение в его творчестве, упадочнические настроения, меланхолию, бесперспективность.
Член партии меньшевиков и за весь период до советизации Грузии (1921) занимал позиции мелкобуржуазного демократизма.
После установления в Грузии советской власти прошёл путь от антисоветского литературного объединения «Демократическая поэзия», выражения полуменьшевистских взглядов до позиции советского писателя. Впечатлённый успехами перестройки народного хозяйства и социалистического строительства, прославлял новую жизнь и культуру.
Произведения Рухадзе отличало формальное мастерство. Известен также как переводчик ряда сочинений А. С. Пушкина на грузинский язык.